# Neferirkare II
Neferirkare II was de laatste farao van de 8e dynastie van de Egyptische oudheid. Zijn naam betekent "Schitterend is de vorm van de Ka van Re!".

## Biografie
De naam van Neferirkare II wordt vermeld in de Koningslijst van Abydos. Het wordt vermoed dat de regeringstijd van de laatste heerser van de Turijnse koningslijst aan deze farao kan worden toegeschreven. Aan deze farao wordt toegeschreven het finale einde van de 8e dynastie en in oudere bronnen ook het einde van het Oude Rijk.
Volgens de Turijnse koningslijst heeft hij anderhalf jaar op de troon gezeten, totdat hij overmeesterd werd door een Meribre Cheti I van de 9e dynastie uit Herakleopolis. Het kan ook zijn dat de Nijl laag stond en er chaos uitbrak waardoor deze farao niet meer kon regeren.